# Chaco-Sperlingskauz
Der Chaco-Sperlingskauz (Glaucidium tucumanum) ist eine Vogelart aus der Familie der Eigentlichen Eulen (Strigidae).
Diese Art wird teilweise als Unterart des Brasilzwergkauzes angesehen und dann als Glaucidium brasilianum pallens oder Glaucidium brasilianum tucumanum bezeichnet.
Als eigene Art wurde dieser Sperlingskauz vom Brasilzwergkauz aufgrund von Unterschieden in Genetik, Größe und Ruf abgetrennt durch P. Heidrich und Mitarbeiter.
Diese Abtrennung wurde vom South American Classification Committee (SACC), einem Ausschuss der American Ornithological Society nicht akzeptiert.
Die Art kommt in Südamerika in Argentinien südlich der Provinz Tucumán und in der nördlichen Hälfte der Provinz Córdoba, in Bolivien in der Gran Chaco Region und in Paraguay vor.
Ihr Verbreitungsgebiet umfasst trockene und halbtrockene (dornen)buschbestandene Lebensräume von 500 bis 1800 m Höhe.

## Beschreibung
Der Chaco-Sperlingskauz ist eine sehr kleine Eule, 14 bis 18 cm groß, das Männchen wiegt zwischen 52 und 56, das Weibchen etwa 60 g. Er ist dunkelgrau bis graubraun mit hellen „Augenbrauen“ ohne sichtbare Federohren, hellem Gesicht, breiter, gelber Iris und weißen breiten Streifen an Brust und Bauch.

## Stimme
Der Ruf des Männchens wird als Reihe von zahlreichen gleichmäßigen Tönen beschrieben.

## Geografische Variation
Avibase unterscheidet folgende Unterarten:
- Glaucidium tucumanum tucumanum Chapman, 1922[14], Nominatform, Salta und Tucumánregion bis Córdobaprovinz
- Glaucidium tucumanum pallens Brodkorb, 1938[15], Chacoregion, Westen Paraguays und Norden Argentiniens

## Lebensweise
Die Nahrung besteht aus kleinen Vögeln, Säugetieren und Reptilien.
Die Brutzeit ist nicht bekannt.

## Etymologie und Forschungsgeschichte
Die Erstbeschreibung des Chaco-Sperlingskauzes erfolgte 1922 durch Frank Michler Chapman unter dem wissenschaftlichen Namen Glaucidium brasilianum tucumanum. Das Typusexemplar wurde nahe von Rosario de Lermas gesammelt. Bereits 1832 führte Friedrich Boie die für die Wissenschaft neue Gattung Glaucidium ein. Dieser Name leitet sich von γλαυξ (glaux) für Eule ab. Der eigentliche Name ist die Diminutivform und bedeutet deshalb kleine Eule. Der Artname tucumanum bezieht sich auf die Provinz Tucumán. Pallens hat seinen Ursprung in lateinisch pallens, pallentis,  pallere ‚blass grünlich, gelblich, blass sein‘. Alfred Laubmann führte die Unterart G. t. pallens in seinem Werk Die Vögel von Paraguay noch als Glaucidium brasilianum brasilianum, obwohl er in den Paraguay Bälgen Strix ferox Vieillot, 1817 vermutete.

## Gefährdungssituation
Der Chaco-Sperlingskauz gilt als nicht gefährdet (least concern).